# RB-341V
 (septembre 2018).
Si vous disposez d'ouvrages ou d'articles de référence ou si vous connaissez des sites web de qualité traitant du thème abordé ici, merci de compléter l'article en donnant les références utiles à sa vérifiabilité et en les liant à la section « Notes et références ».

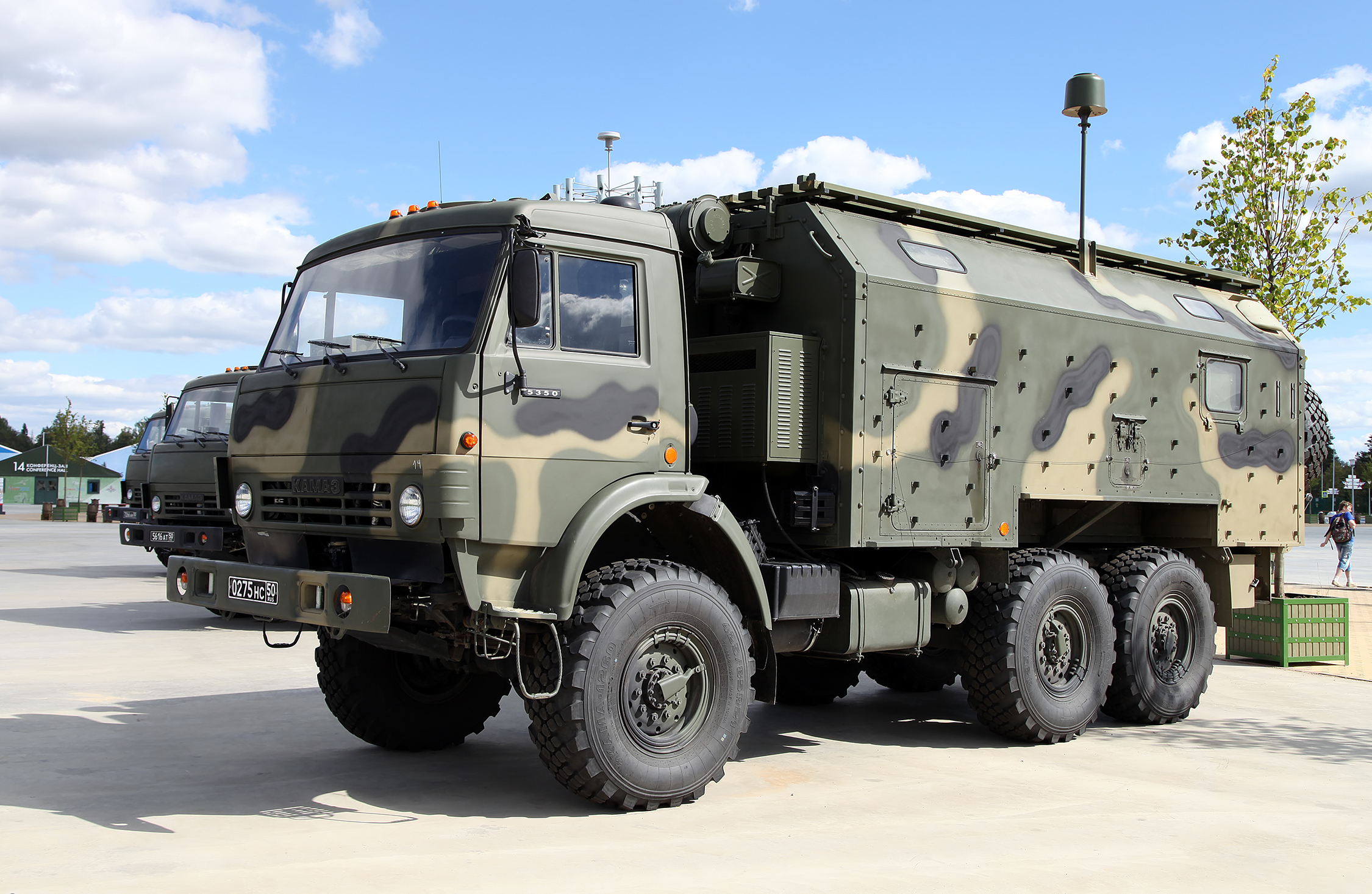
Sur véhicule porteur KamAZ-5350

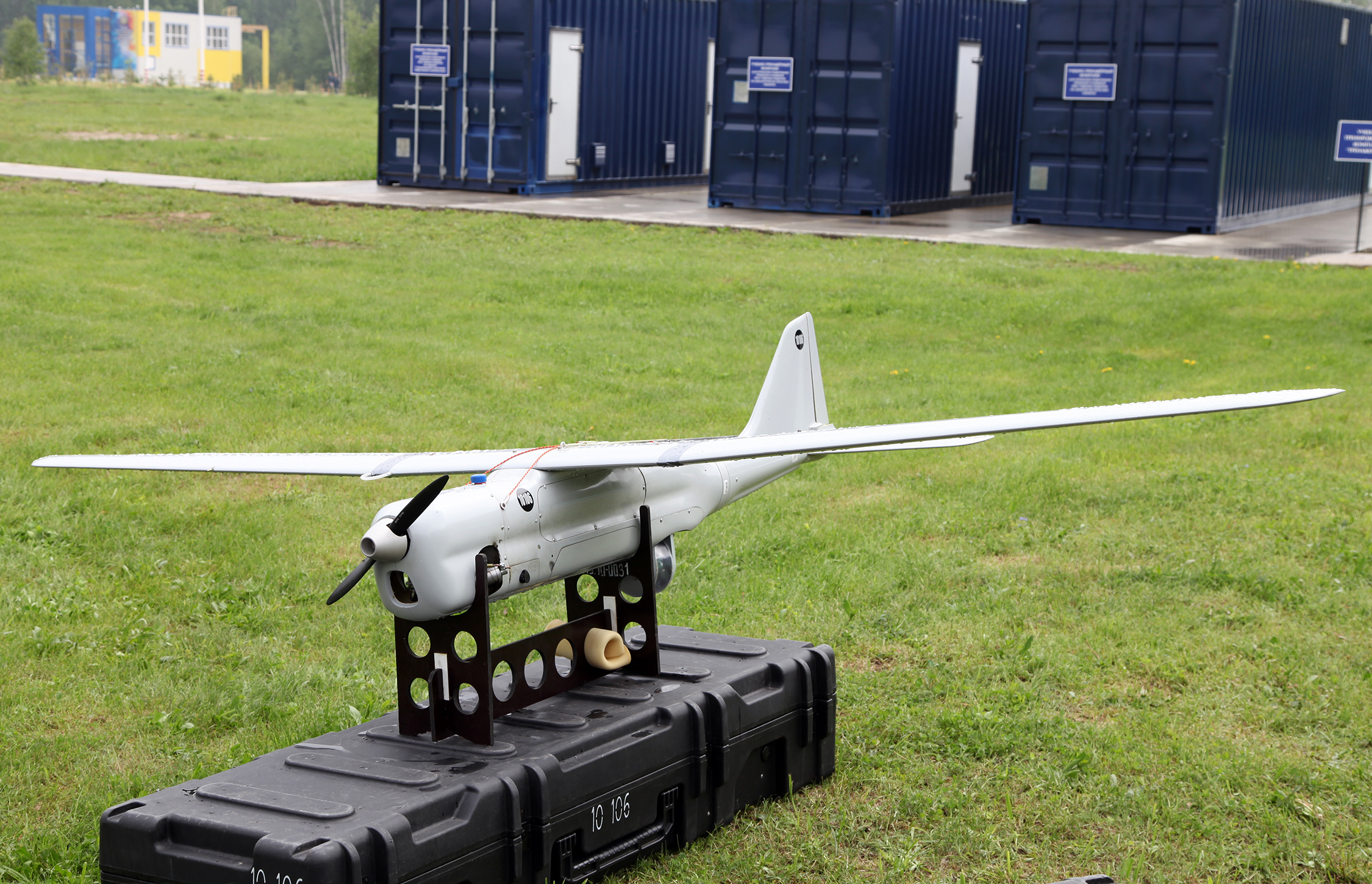
Avec drone Orlan-10

RB-341V (Leer-3) est un dispositif de guerre électronique mobile russe introduit en 2016 dans l'armée russe.

## Description
Il est monté sur un véhicule porteur KamAZ-5350, et présente la particularité de pouvoir opérer à l'aide d'un drone aérien.

## Missions
L’extension de l’objectif du complexe est due à des charges utiles remplaçables. 
- Suppression des communications mobiles.
- Simuler le fonctionnement de la station de base cellulaire dans les bandes GSM 900 et GSM 1800 et envoyer de faux signaux (messages).
- Effectuer une reconnaissance en déterminant les points de rayonnement des appareils dans les réseaux GSM.
- Détection des points d’abonné (téléphones portables, tablettes et autres complexes de communication).
- Placer l'emplacement des points d'abonné sur une carte numérique.
- Transfert de données sur l'emplacement des points d'abonné à des calculs d'artillerie pour l'imposition d'une attaque.
- Surveillance aérienne de la situation sur le champ de bataille et des mouvements de troupes.
- Évaluation de l'état des installations militaires et navales.
- Enquête sur le terrain.

Le complexe Leer-3 est capable de résoudre les tâches dans la zone donnée en moins de 10 heures lorsqu'il travaille avec un drone aérien Orlan-10 et présente une résistance élevée aux conflits dans des conditions de fonctionnement actif des moyens EWP de l'ennemi.

## Drone Orlan-10
- Calcul du combat - cinq personnes.
- Le système de contrôle de l'UAV avec les postes de travail automatisés des opérateurs et le système d'antenne d'alimentation des communications de commandement et de télémétrie sur la base du châssis "KamAZ-5350".
- Un ou deux drones du type Orlan-10.
- Lanceur incliné (catapulte) pour lancer un drone.
- Charges utiles échangeables pour différentes missions de guerre électronique